# دهستان روشن‌آباد
روشن‌آباد، دهستانی از توابع بخش مرکزی شهرستان گرگان در استان گلستان ایران است.

## جمعیت
جمعیت این دهستان براساس سرشماری سال ۱۳۸۵، ۲۵٬۰۶۶ نفر (۶٬۳۴۰ خانوار) بوده است.